# Ulrich Schwarz (Schauspieler)

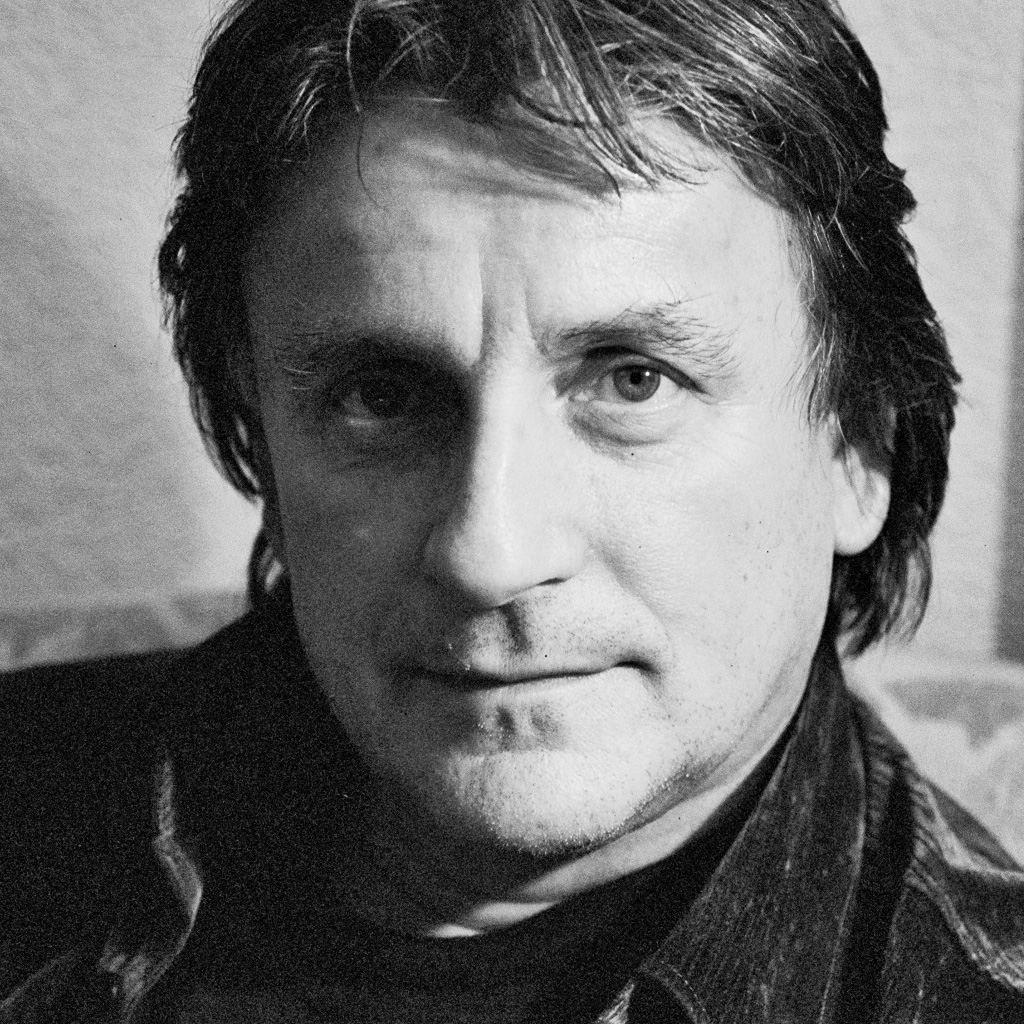
Ulrich Schwarz (2014)

Ulrich Schwarz (* 16. Juli 1947 in Potsdam) ist ein deutscher Regisseur, Dramaturg, Schauspieler und Schauspieldozent.
Ulrich Schwarz gilt als Institution der freien Theaterszene in Deutschland. Er ist Gründer und Mitglied mehrerer bekannter freier Theatergruppen und hat über 100 Theaterstücken inszeniert, davon viele Shakespeare-Stücke – meist als Komödien. Im Jahr 2000 erhielt er den Förderpreis des „Göppinger Theaterfestival“ für sein Gesamtschaffen. Mehrfach wurde er für seine Regiearbeit ausgezeichnet. Nebenbei arbeitet Ulrich Schwarz für Rundfunk und Fernsehen. Zudem doziert er an der Hochschule für Musik „Carl Maria von Weber“ in Dresden und der Hochschule für Musik und Theater Leipzig.

## Leben
Ulrich Schwarz wuchs in Potsdam-Babelsberg auf und war Sprecherkind in den Babelsberger Filmstudios. Nachdem er sein Abitur und 1966 seine Lehre als Dieselelektromontageschlosser abgeschlossen hatte, begann er ein Studium der Schienenfahrzeugtechnik an der technischen Universität in Dresden. Dort war er zunächst Schauspieler und Regisseur an der Studentenbühne. 1973 wechselte er zu einem Schauspielstudium an die Theaterhochschule Leipzig, welches er 1977 abschloss.

## Theaterskandal zwischen der TU Dresden und dem Zentralrat der FDJ
1975 bis 1983 übernahm Ulrich Schwarz die künstlerische Leitung von „Die Bühne“ Dresden, die seit 1956 eines der ältesten, traditionsreichsten und renommiertesten Universitätstheater ist und zudem ungewöhnlicherweise noch eine eigene Spielstätte hat. Bei vielen Schauspielern, wie bei Jan Josef Liefers taucht sie als wichtiger Teil der Biografie auf.
1981 inszenierte Ulrich Schwarz das Stück „Karl“ des polnischen Autors Slawomir Mrozek, der zu dieser Zeit in der DDR als „politischer Revisionist“ galt und in Frankreich lebte. Bei einer Voraufführung vor geladenen Gästen entwickelte sich im Vorfeld schon ein erster Skandal und das Stück wurde 4 Wochen vor der offiziellen Premiere verboten. Die SED-Kreisleitung brachte künstlerische Mängel hervor. Insgesamt schienen aber die Auswahl des Stücks und des Autors suspekt. Nach Änderung der Inszenierung konnte das Stück jedoch gespielt werden. Nach fünf Vorführungen nimmt Ulrich Schwarz das Stück vom Spielplan, da es nach den Änderungen nicht mehr seinen Vorstellungen entspricht.
1982 inszenierte Ulrich Schwarz gemeinsam mit Hans-Michael Linke »Striche eines Portraits« von Wassili Schukschin. Die beiden brachten Bilder des »real existierenden Sozialismus« in der Sowjetunion auf die Bühne, die nicht der offiziellen Position der Regierung, der SED und des Zentralrat der FDJ entsprachen. Die Premiere der Dresdner Inszenierung wurde am 2. Oktober 1982 zu einer FDJ-Protokollveranstaltung in Leipzig angesetzt, auf der der Erste Sekretär des Zentralrates der FDJ Egon Krenz sich das Stück anschauen wollte. Die politische Sichtweise der Aufführung missfiel Egon Krenz so sehr, dass die Inszenierung von ihm persönlich verboten wurde. Ulrich Schwarz wurde der Vertrag als Leiter der Bühne gekündigt, Hausverbot erteilt und seine Versetzung ans Theater Neustrelitz wurde vorgenommen.

## Spielbrett
Als Gegenentwurf zu den staatlichen Theater-Einrichtungen der DDR gründet Ulrich Schwarz mit Olaf Böhme 1985 die freie Theatergruppe „Spielbrett“ in Dresden. Mit seiner Vorliebe für Groteske und Shakespeare inszenierte er schon für Spielbrett bis heute über 50 Theaterstücke – meist Komödien. Bekannt für den schwarzen Humor startete die erste Planwagentour im Jahr 1986 mit Shakespeares „Falstaff“ und damit begann die Gruppe eine in Europa einzigartige Tradition, die sich zum Markenzeichen von Spielbrett entwickelte. Die Titelrolle Falstaff gibt Olaf Böhme die ersten Jahre 66-mal. Die Gruppe zieht durch Deutschland und spielt nach Spielplan vornehmlich draußen, vor Schlössern und Burgen oder auf Festivals. Spielbrett gewann für seine ungewöhnlichen Produktionen mehrere Preise und Auszeichnungen.

## statt-theater Fassungslos
statt-theater Fassungslos ist eine der am längsten frei und kontinuierlich arbeitenden Theaterkompanien Deutschlands mit Gastspielen in ganz Europa unter anderem am Burgtheater Wien, Belgien, Schweiz, Italien, Tschechien. Die Gruppe gründete sich 1985 während eines Workshops mit Ulrich Schwarz, auf dem er „Hyperion 1935 oder eine Tasse Lumbarsch’s Nudelbouillon – Versuch mit Tucholsky“ inszenierte.
Offizielles Mitglied des „statt-theater Fassungslos“ ist Ulrich Schwarz erst seit 1992. Einen hohen Bekanntheitsgrad im gesamten deutschsprachigen Raum erhielt die Gruppe durch die Zusammenarbeit mit dem Wiener Autor Ernst Jandl (1925–2000) unter dessen Mitwirkung drei Bühnenprogramme, zwei Hörspiele, eine TV-Produktion mit 3SAT/ZDF und eine CD-Produktion entstanden. Von 1991 bis 1999 enge Zusammenarbeit mit dem Dresdner Autor Matthias Dix, aber auch Texte /Stücke von George Tabori, Jo Fabian, Robert Walser, Shakespeare, den Brüdern Grimm, Lewis Carroll.

## Jurorenarbeit, Dozent, Workshopleitung
Ulrich Schwarz ist Dozent für Inszenierung, Dramaturgie, Spielweisen an Theater- und Musikhochschulen – unter anderem an der Hochschule für Musik Carl Maria von Weber Dresden und der Hochschule für Musik und Theater Leipzig. Dazu leitet er nationale und internationale Workshops, beispielsweise im Rahmen von Theaterfestivals, Shakespeare-Tage in Österreich und als Schauspiellehrer im Mimenstudio Dresden. Er ist künstlerischer Leiter sowie stellvertretender Vorsitzender des Bunds Deutscher Amateurtheater, Landesverband Sachsen und war 2003, 2004 und 2006 künstlerischer Leiter des Greizer Theaterherbst.

## Regie (Auswahl)
- 1980: Der Widerspenstigen Zähmung, Theater Neustrelitz
- 1981: Karl, Die Bühne Dresden
- 1982: Der Drache, Theater Neustrelitz
- 1983: Der zerbrochene Krug, Theater Anklam
- 1985: Hyperion 1935 oder eine Tasse Lumbarsch’s Nudelbouillon, statt-theater FASSUNGSLOS
- 1986: Falstaff in Windsor
- 1987: Randbewohner, Joachim Walther
- 1987: Das Feuerzeug
- 1988: Energische Leute, Wassilij Schuschkin
- 1988: Elisabeth, Dario Fo
- 1989: Wie es euch gefällt
- 1990: Bilder eines Planeten, Friedrich Dürrenmatt
- 1991: Der Drache, Schwarz/ Biermann
- 1992: Hamlet
- 1992: Es war die Lerche, Ephraim Kishon
- 1994: Jubiläum
- 1995: Träume
- 1995: Der Widerspenstigen Zähmung
- 1996: Drei Haare für den Weihnachtsmann, Eigenproduktion
- 1996: Propheten, Slawomir Mrozek
- 1996:	Robinson & Crusoe, Nino d’Introna und Giacomo Ravicchio, Theater Oldenburg
- 1997: Watzlaff, Slawomir Mrozek
- 1998: Was ihr wollt
- 1999:	Ein-€-Oper, Jugendtheater Freital und Annaberg
- 1999:	Elisabeth, Dario Fo, Komödianten Kompanie
- 2000: Die Katze, Nach Motiven von Rudyard Kipling / Horst Hawemann
- 2001:	Shakespeares gesammelte Werke, Theater Annaberg
- 2001: Othello
- 2001: Danke Mama, Collage, Clownspiel mit „Spielbrett“
- 2002:	Faust – Die Rockoper, Theater Annaberg
- 2003: Gute Jungs – Zu Tisch, Collage in zwei Teilen
- 2003: Ein Augenblick vor dem Sterben, Sergi Belbel
- 2004: Gute Jungs – vom Kreuz, ein Merlin-Projekt frei nach Tranked Dorsts
- 2004: Maß für Maß
- 2005: Der letzte der feurigen Liebhaber, Neil Simon
- 2006: Heiße Ecke, St.-Pauli-Musical
- 2007: Macbeth
- 2008: Hase Hase, Colline Serreau
- 2010: Ein-€-Oper. nach John Gay
- 2010: Rotkäppchen, Thomas Rauch
- 2010: Irrungen
- 2011: Elektra-Projekt, zweisprachiges Open-Air-Spektakel
- 2012: Elektra, Spiel nach László Gyurkó
- 2012: Offene Zweierbeziehung
- 2012: Ein dickes Ding, Komödie nach Lysistrata
- 2013: Romeo & Julia, Dario Fo und Franca Rame
- 2014: Schneewittchen und die Zwerge, Märchen von Franz Fühmann
- 2014: Benefiz – Jeder rettet einen Afrikaner, Ingrid Lausund
- 2016: Heimatabend. EinTauchversuch, Eigenproduktion
- 2016: König Ödipussi
- 2017: Ein Sommernachtstraum – eine äußerst tragische Komödie
- 2017: Zwei nette kleine Damen auf dem Weg nach Norden, Pierre Notte
- 2017: Herr Bansi ist tot, Koproduktion mit BÜHNENVOLK Bautzen: Athol Fugard
- 2017: Maria und Josef ... und Jürgen, Eigenproduktion
- 2019: Kaufmann, Shakespeare, Dramödie
- 2022: Shakespeare komplett – stark verdichtet

## Schauspiel
- 1977: „Viel Lärm um nichts“ Stadttheater Freiberg
- 1978: „Benedikt“ Stadttheater Freiberg
- 1979: „Phantastics“ Stadttheater Freiberg
- 1990: „Kahle Sängerin“, Mr. Smith
- 1990: „Schule mit Clowns“, Quaste
- 1991: Pasolini-Projekt
- 1991: Heine-Projekt
- 1992: „Man bittet zu läuten“, von G. Eich, Regie: M. Brenner, Soloprojekt
- 1992: „Ein Topf Valentin“, verschiedene Rollen, Komödianten Companie
- 1992: „Der tollste Tag“, Bazillus, Bartholo, Komödianten Companie
- 1992: „Urfaust“, Faust, Komödianten Companie
- 1992: Loriot-Abend, verschiedene Rollen, Komödianten Companie
- 1993: „Pasolini-Projekt“, Fernsehbearbeitung für das ZDF, „statt-theater FASSUNGSLOS“
- 1994: „Passion“, nach Bach von M. Dix, „statt-theater FASSUNGSLOS“
- 1994: „Jandl-Projekt“, „statt-theater FASSUNGSLOS“
- 1995: „Vom vom zum zum“, mit Ernst Jandl, Fernsehbearbeitung für 3Sat, „statt-theater FASSUNGSLOS“
- 1996: „Die Hochzeit“, nach Beaumarchais von Dix, „statt-theater FASSUNGSLOS“
- 1996: „Die Idioten“, von Jo Fabian, „statt-theater FASSUNGSLOS“
- 1997: Jandl-Hörspielarbeiten beim WDR, „statt-theater FASSUNGSLOS“
- 1997: „Peepshow“ von G. Tabori (Willi), „statt-theater FASSUNGSLOS“
- 1998: „Romeo-und-Julia-Projekt“ mit der Prager Gruppe des Divadlo v Dlouhe, „statt-theater FASSUNGSLOS“
- 2002: „Laurence, das Ei, der Zentralbahnhof und Frau Schulz“, Collage, „statt-theater FASSUNGSLOS“

## Mitgliedschaften
- Seit 1985 Spielbrett, Gründungsmitglied
- Seit 1990 künstlerischer Leiter sowie stellvertretender Vorsitzender des Bunds Deutscher Amateurtheater, Landesverband Sachsen
- Seit 1985 statt-theater FASSUNGSLOS, Mitglied
- 2003, 2004 und 2006 künstlerische Leitung des Greizer Theaterherbst
- Seit 2008 Ensemble Bühne 08, heute Bühne LE, Gründungsmitglied

## Auszeichnungen
- 1998: Neuberin-Festspielen in Reichenbach, Zuschauerpreis für „Was ihr wollt“, Gruppe Spielbrett
- 1999: „Arthur“ beim Sächsischen Amateurtheatertreffen in Annaberg für „Was ihr wollt“
- 2000: mit dem Förderpreis beim renommierten „Göppinger Theaterfestival“ für das Gesamtschaffen
- 2004: Neuberin-Festspielen in Reichenbach, Jurypreis für „Gute Jungs – Vom Kreuz“
- 2005: „Arthur“ beim Sächsischen Amateurtheatertreffen in Annaberg für „Die Katze“
- 2006: Neuberin-Festspielen in Reichenbach, Zuschauerpreis für „Gute Jungs – Zu Tisch“
- 2007: 1. Sächsischer Amateurtheaterpreis für die beste Inszenierung für „Hagen, Deutschland“
- 2007: Preis der Theatertage am See, Friedrichshafen für „Elektra“
- 2014: Preis der Theatertagen am See in Friedrichshafen
- 2016: Sächsischer Amateurtheaterpreis „König Ödipussi“
- 2017: „Ein Sommernachtstraum – eine äußerst tragische Komödie“